# 殿 (軍事用語)
殿（しんがり）は、後退する部隊の中で最後尾の箇所を担当する部隊。後備え（あとぞなえ）、殿軍（でんぐん）ともいう。
転じて、隊列や順番の最後尾のこと。

## 兵法における「殿」
本隊の後退行動の際に敵に本隊の背後を暴露せざるをえないという戦術的に劣勢な状況において、殿は敵の追撃を阻止し、本隊の後退を掩護することが目的である。そのため本隊から支援や援軍を受けることもできず、限られた戦力で敵の追撃を食い止めなければならない最も危険な任務であった。このため、古来より武芸・人格に優れた武将が務める大役とされてきた。
天文12年（1543年）、大内義隆が尼子晴久の籠る月山富田城を包囲し攻撃を加えたが、逆に味方に多くの裏切りが出て大内軍は総崩れになった。大内軍撤退の際、毛利元就・隆元父子には殿が命じられた。このとき、尼子軍の激しい追撃に加えて、土一揆の待ち伏せも受けたため、毛利の部隊は壊滅的な打撃を受け、元就父子も自害を覚悟するまでに追い詰められたとされる。だが、毛利家臣の渡辺通が元就の甲冑を着て身代わりとなり、僅か7騎で追撃軍を相手に奮戦して討ち死にしたことによって、元就父子はなんとか吉田郡山城に逃げることができた。
元亀元年（1570年）、越前の朝倉義景を攻めた織田信長が義弟である近江の浅井長政の離反によって、敵中に孤立した際、木下藤吉郎（後の豊臣秀吉）が殿を引き受けて信長を逃がし、自らは奮戦の末に命からがら戦場を脱出した件がある（金ヶ崎の戦い）。この一件は、それまで織田家中で知恵者としては知られていても武勇の士とは見られていなかった藤吉郎の家中での評価を変え、織田家の重臣としての地位を築くきっかけとなったといわれる。しかし、最近の資料調査によると、金ヶ崎では池田勝正が殿軍を率いて朝倉軍の追撃を撃退し、木下藤吉郎は殿軍の一武将として功をあげ、織田信長から褒美を得たことがわかっている。織田武将を表現した、「木綿藤吉（秀吉）、米五郎左（丹羽長秀）、掛かれ柴田（勝家）に退き佐久間（信盛）」という言葉があり、佐久間信盛は殿を巧くこなせる人物であったという。
天正13年（1586年）、人取橋の戦いでは、兵力で勝る佐竹氏と南奥諸大名連合軍が伊達軍を圧倒し、本陣へと突入した。伊達軍は伊達政宗を逃がすため、73歳の鬼庭良直が率いる鬼庭隊が殿となり、人取橋を越えて敵中に突入し、奮戦している間に政宗は本宮城まで後退できた。さらに、連合軍が追撃する前に日没となり、この日の戦闘は終結し、同日の夜には主力である佐竹家の部将が家臣に刺殺されるという事件や、本国に江戸重通や里見義頼らが攻め寄せるとの報が入ったため佐竹軍は撤退、伊達軍は損害を受けながらも壊滅は免れた。

## 兵法以外での「殿」
前述の通り「殿」は元々「臀（、尻）」から転じた兵法における言葉だが、ここから転じて戦闘の場以外でも使用されることがある。スポーツなどの競走が発生する場でしばしば用いられる。
代表的なのが競馬用語として用いられるもので、カタカナでシンガリとも表記されることがしばしばある。競馬の世界では「殿（シンガリ）」の言葉単体では競走馬のレース中の位置取りが最後方になることの意味で用いられている。また、競走の結果が最下位になることを示す「シンガリ負け」や、最後の直線で最後方の位置から追い込みをかけることを示す「殿一気」など、他の語とともに用いられることもある。
選手入場のように隊列を組んで行進している際に最後尾を行進する人物を「殿を務めている」と表現することもある。